# Cold Brayfield
Cold Brayfield est une paroisse civile et un village du Buckinghamshire, en Angleterre.